# Giro d’Italia 2021/13. Etappe
Die 13. Etappe des Giro d’Italia 2021 führte am 21. Mai 2021 über 198 Kilometer von Ravenna nach Verona.
Im Massensprint siegte Giacomo Nizzolo (Qhubeka Assos) vor Edoardo Affini (Jumbo-Visma) und dem Führenden in der Punktewertung Peter Sagan (Bora-hansgrohe). Egan Bernal (Ineos Grenadiers) verteidigte die Maglia Rosa.
Samuele Rivi (Eolo-Kometa), Umberto Marengo (Bardiani CSF Faizanè) und Simon Pellaud (Androni Giocattoli-Sidermec) attackierten auf dem ersten Kilometer des Rennens und erarbeiteten sich einen Maximalvorsprung von 7:40 Minuten, wurden aber 7 Kilometer vor dem Ziel gestellt. 700 Meter vor dem Ziel attackierte Affini, den Fernando Gaviria (UAE Team Emirates) mit einem langen Sprint verfolgte. Aus seinem Windschatten löste sich Nizzolo und überholte auch Affini. Gaviria bestritt den Sprint ohne Sattel, den er auf dem letzten Kilometer verloren hatte und wurde gleichwohl Fünfter.

## Ergebnis
| \| Etappenergebnis \| Etappenergebnis \| Etappenergebnis \| Etappenergebnis \| Etappenergebnis \| \| Fahrer \| Fahrer \| Land \| Team \| Zeit \| \| --------------- \| ----------------- \| --------------- \| ---------------------------------- \| --------------- \| \| 1. \| Giacomo Nizzolo \| Italien \| Qhubeka Assos \| 4 h 42 min 19 s \| \| 2. \| Edoardo Affini \| Italien \| Jumbo-Visma \| + 0 s \| \| 3. \| Peter Sagan \| Slowakei \| Bora-Hansgrohe \| + 0 s \| \| 4. \| Davide Cimolai \| Italien \| Israel Start-Up Nation \| + 0 s \| \| 5. \| Fernando Gaviria \| Kolumbien \| UAE Team Emirates \| + 0 s \| \| 6. \| Stefano Oldani \| Italien \| Lotto-Soudal \| + 0 s \| \| 7. \| Andrea Pasqualon \| Italien \| Intermarché-Wanty-Gobert Matériaux \| + 0 s \| \| 8. \| Max Kanter \| Deutschland \| Team DSM \| + 0 s \| \| 9. \| Elia Viviani \| Italien \| Cofidis \| + 0 s \| \| 10. \| Dylan Groenewegen \| Niederlande \| Jumbo-Visma \| + 0 s \| |                   |             |                                    |                 |
| |                   |             |                                    |                 |
| Quelle: ProCyclingStats |                   |             |                                    |                 |
| Etappenergebnis |                   |             |                                    |                 |
| Fahrer | Fahrer            | Land        | Team                               | Zeit            |
| 1. | Giacomo Nizzolo   | Italien     | Qhubeka Assos                      | 4 h 42 min 19 s |
| 2. | Edoardo Affini    | Italien     | Jumbo-Visma                        | + 0 s           |
| 3. | Peter Sagan       | Slowakei    | Bora-Hansgrohe                     | + 0 s           |
| 4. | Davide Cimolai    | Italien     | Israel Start-Up Nation             | + 0 s           |
| 5. | Fernando Gaviria  | Kolumbien   | UAE Team Emirates                  | + 0 s           |
| 6. | Stefano Oldani    | Italien     | Lotto-Soudal                       | + 0 s           |
| 7. | Andrea Pasqualon  | Italien     | Intermarché-Wanty-Gobert Matériaux | + 0 s           |
| 8. | Max Kanter        | Deutschland | Team DSM                           | + 0 s           |
| 9. | Elia Viviani      | Italien     | Cofidis                            | + 0 s           |
| 10. | Dylan Groenewegen | Niederlande | Jumbo-Visma                        | + 0 s           |

## Gesamtstände
| \| Gesamtwertung \| Gesamtwertung \| Gesamtwertung \| Gesamtwertung \| Gesamtwertung \| \| Fahrer \| Fahrer \| Land \| Team \| Zeit \| \| ------------- \| ---------------------- \| ---------------------- \| --------------------- \| ---------------- \| \| 1. \| Egan Bernal \| Kolumbien \| Ineos Grenadiers \| 53 h 11 min 42 s \| \| 2. \| Alexander Wlassow \| Russland \| Astana-Premier Tech \| + 45 s \| \| 3. \| Damiano Caruso \| Italien \| Bahrain Victorious \| + 1 min 12 s \| \| 4. \| Hugh Carthy \| Vereinigtes Königreich \| EF Education-Nippo \| + 1 min 17 s \| \| 5. \| Simon Yates \| Vereinigtes Königreich \| BikeExchange \| + 1 min 22 s \| \| 6. \| Emanuel Buchmann \| Deutschland \| Bora-Hansgrohe \| + 1 min 50 s \| \| 7. \| Remco Evenepoel \| Belgien \| Deceuninck-Quick Step \| + 2 min 22 s \| \| 8. \| Giulio Ciccone \| Italien \| Trek-Segafredo \| + 2 min 24 s \| \| 9. \| Tobias Foss \| Norwegen \| Jumbo-Visma \| + 2 min 49 s \| \| 10. \| Daniel Felipe Martínez \| Kolumbien \| Ineos Grenadiers \| + 3 min 15 s \| |                        |                        |                       |                  |
| |                        |                        |                       |                  |
| Quelle: ProCyclingStats |                        |                        |                       |                  |
| Gesamtwertung |                        |                        |                       |                  |
| Fahrer | Fahrer                 | Land                   | Team                  | Zeit             |
| 1. | Egan Bernal            | Kolumbien              | Ineos Grenadiers      | 53 h 11 min 42 s |
| 2. | Alexander Wlassow      | Russland               | Astana-Premier Tech   | + 45 s           |
| 3. | Damiano Caruso         | Italien                | Bahrain Victorious    | + 1 min 12 s     |
| 4. | Hugh Carthy            | Vereinigtes Königreich | EF Education-Nippo    | + 1 min 17 s     |
| 5. | Simon Yates            | Vereinigtes Königreich | BikeExchange          | + 1 min 22 s     |
| 6. | Emanuel Buchmann       | Deutschland            | Bora-Hansgrohe        | + 1 min 50 s     |
| 7. | Remco Evenepoel        | Belgien                | Deceuninck-Quick Step | + 2 min 22 s     |
| 8. | Giulio Ciccone         | Italien                | Trek-Segafredo        | + 2 min 24 s     |
| 9. | Tobias Foss            | Norwegen               | Jumbo-Visma           | + 2 min 49 s     |
| 10. | Daniel Felipe Martínez | Kolumbien              | Ineos Grenadiers      | + 3 min 15 s     |

| Punktewertung | Punktewertung     | Punktewertung | Punktewertung          | Punktewertung |
| Fahrer        | Fahrer            | Land          | Team                   | Punkte        |
| ------------- | ----------------- | ------------- | ---------------------- | ------------- |
| 1.            | Peter Sagan       | Slowakei      | Bora-Hansgrohe         | 135 P.        |
| 2.            | Giacomo Nizzolo   | Italien       | Qhubeka Assos          | 126 P.        |
| 3.            | Davide Cimolai    | Italien       | Israel Start-Up Nation | 113 P.        |
| 4.            | Fernando Gaviria  | Kolumbien     | UAE Team Emirates      | 110 P.        |
| 5.            | Elia Viviani      | Italien       | Cofidis                | 86 P.         |
| 6.            | Edoardo Affini    | Italien       | Jumbo-Visma            | 47 P.         |
| 7.            | Umberto Marengo   | Italien       | Bardiani CSF Faizanè   | 45 P.         |
| 8.            | Matteo Moschetti  | Italien       | Trek-Segafredo         | 44 P.         |
| 9.            | Francesco Gavazzi | Italien       | Eolo-Kometa            | 42 P.         |
| 10.           | Dylan Groenewegen | Niederlande   | Jumbo-Visma            | 42 P.         |

| Bergwertung | Bergwertung       | Bergwertung | Bergwertung                        | Bergwertung |
| Fahrer      | Fahrer            | Land        | Team                               | Punkte      |
| ----------- | ----------------- | ----------- | ---------------------------------- | ----------- |
| 1.          | Geoffrey Bouchard | Frankreich  | AG2R Citroën Team                  | 96 P.       |
| 2.          | Egan Bernal       | Kolumbien   | Ineos Grenadiers                   | 48 P.       |
| 3.          | Dries De Bondt    | Belgien     | Alpecin-Fenix                      | 24 P.       |
| 4.          | Bauke Mollema     | Niederlande | Trek-Segafredo                     | 23 P.       |
| 5.          | Giulio Ciccone    | Italien     | Trek-Segafredo                     | 20 P.       |
| 6.          | Kobe Goossens     | Belgien     | Lotto-Soudal                       | 17 P.       |
| 7.          | Vincenzo Albanese | Italien     | Eolo-Kometa                        | 16 P.       |
| 8.          | Rein Taaramäe     | Estland     | Intermarché-Wanty-Gobert Matériaux | 13 P.       |
| 9.          | Remco Evenepoel   | Belgien     | Deceuninck-Quick Step              | 13 P.       |
| 10.         | Alexander Wlassow | Russland    | Astana-Premier Tech                | 12 P.       |

| Nachwuchswertung | Nachwuchswertung       | Nachwuchswertung | Nachwuchswertung      | Nachwuchswertung |
| Fahrer           | Fahrer                 | Land             | Team                  | Zeit             |
| ---------------- | ---------------------- | ---------------- | --------------------- | ---------------- |
| 1.               | Egan Bernal            | Kolumbien        | Ineos Grenadiers      | 53 h 11 min 42 s |
| 2.               | Alexander Wlassow      | Russland         | Astana-Premier Tech   | + 45 s           |
| 3.               | Remco Evenepoel        | Belgien          | Deceuninck-Quick Step | + 2 min 22 s     |
| 4.               | Tobias Foss            | Norwegen         | Jumbo-Visma           | + 2 min 49 s     |
| 5.               | Daniel Felipe Martínez | Kolumbien        | Ineos Grenadiers      | + 3 min 15 s     |
| 6.               | Attila Valter          | Ungarn           | Groupama-FDJ          | + 3 min 51 s     |
| 7.               | João Almeida           | Portugal         | Deceuninck-Quick Step | + 7 min 04 s     |
| 8.               | Jai Hindley            | Australien       | Team DSM              | + 17 min 42 s    |
| 9.               | Lorenzo Fortunato      | Italien          | Eolo-Kometa           | + 30 min 26 s    |
| 10.              | Harold Tejada          | Kolumbien        | Astana-Premier Tech   | + 39 min 31 s    |

| Mannschaftswertung | Mannschaftswertung    | Mannschaftswertung     | Mannschaftswertung |
| Team               | Team                  | Land                   | Zeit               |
| ------------------ | --------------------- | ---------------------- | ------------------ |
| 1.                 | Ineos Grenadiers      | Vereinigtes Königreich | 59 h 42 min 15 s   |
| 2.                 | Trek-Segafredo        | Vereinigte Staaten     | + 1 min 51 s       |
| 3.                 | Team DSM              | Deutschland            | + 8 min 58 s       |
| 4.                 | Team BikeExchange     | Australien             | + 9 min 35 s       |
| 5.                 | EF Education-Nippo    | Vereinigte Staaten     | + 13 min 04 s      |
| 6.                 | Deceuninck-Quick Step | Belgien                | + 16 min 38 s      |
| 7.                 | Jumbo-Visma           | Niederlande            | + 19 min 24 s      |
| 8.                 | Astana-Premier Tech   | Kasachstan             | + 29 min 41 s      |
| 9.                 | Bahrain Victorious    | Bahrain                | + 32 min 44 s      |
| 10.                | Movistar Team         | Spanien                | + 38 min 34 s      |